# Sacramento Kings 1987-1988
La stagione 1987-88 dei Sacramento Kings fu la 39ª nella NBA per la franchigia.
I Sacramento Kings arrivarono sesti nella Midwest Division della Western Conference con un record di 24-58, non qualificandosi per i play-off.

## Roster
| N°    | Naz.                   | Ruolo | Sportivo         | Anno | Alt. | Peso |
| ----- | ---------------------- | ----- | ---------------- | ---- | ---- | ---- |
|       | Stati Uniti (bandiera) | G     | Conner Henry     | 1963 | 201  | 88   |
|       | Stati Uniti (bandiera) | G     | Reggie Theus     | 1957 | 201  | 86   |
| 2     | Stati Uniti (bandiera) | G     | Michael Jackson  | 1964 | 188  | 83   |
| 10    | Stati Uniti (bandiera) | G     | Franklin Edwards | 1959 | 185  | 77   |
| 18    | Stati Uniti (bandiera) | GA    | Derek Smith      | 1961 | 198  | 93   |
| 21    | Stati Uniti (bandiera) | GA    | Harold Pressley  | 1963 | 201  | 95   |
| 24-33 | Stati Uniti (bandiera) | AC    | Otis Thorpe      | 1962 | 206  | 102  |
| 25    | Stati Uniti (bandiera) | GA    | Mike McGee       | 1959 | 196  | 86   |
| 30    | Stati Uniti (bandiera) | G     | Kenny Smith      | 1965 | 191  | 77   |
| 32    | Stati Uniti (bandiera) | C     | Jawann Oldham    | 1957 | 213  | 98   |
| 35    | Stati Uniti (bandiera) | C     | Joe Kleine       | 1962 | 211  | 116  |
| 40    | Stati Uniti (bandiera) | GA    | Terry Tyler      | 1956 | 201  | 98   |
| 41    | Stati Uniti (bandiera) | AC    | LaSalle Thompson | 1961 | 208  | 111  |
| 51    | Stati Uniti (bandiera) | C     | Martin Nessley   | 1965 | 218  | 118  |
| 53    | Stati Uniti (bandiera) | A     | Joe Arlauckas    | 1965 | 206  | 104  |
| 54    | Stati Uniti (bandiera) | A     | Ed Pinckney      | 1963 | 206  | 88   |

## Staff tecnico
Allenatori: Bill Russell (17-41), Jerry Reynolds (7-17)
Vice-allenatori: Jerry Reynolds (fino al 7 marzo), Willis Reed, Phil Johnson (dal 7 marzo)
Preparatore atletico: Bill Jones